# Soreng (Inde)
Pour les articles homonymes, voir Soreng.
 (juillet 2020).
Soreng est un village indien situé dans l'état indien du Sikkim, district du Sikkim occidental.